# São Tomé e Príncipe ai XV Giochi paralimpici estivi
São Tomé e Príncipe ha partecipato ai XV Giochi paralimpici estivi che si sono svolti a Rio de Janeiro in Brasile, dal 7 al 18 settembre 2016, con una delegazione di un atleta uomo, che ha gareggiato in una disciplina.

## Atletica leggera
| Atleta     | Evento                       | Batteria  | Batteria  | Finale    | Finale    |
| Atleta     | Evento                       | Risultato | Posizione | Risultato | Posizione |
| ---------- | ---------------------------- | --------- | --------- | --------- | --------- |
| Alex Anjos | 400 metri piani T47 maschili | 50.94     | 3°        | DNQ       | DNQ       |